# Park Narodowy Border Ranges
Border Ranges (Border Ranges National Park) – park narodowy położony na pograniczu stanów stanów Nowa Południowa Walia i Queensland w Australii, około 95 km na południe od centrum Brisbane i ok. 640 km na północ od Sydney.

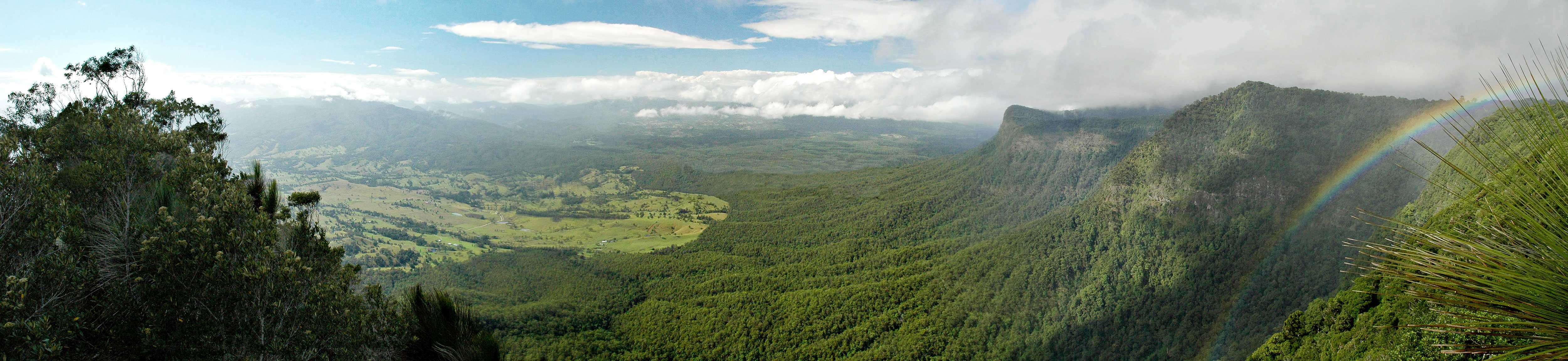

Park jest częścią rezerwatu Gondwana Rainforests of Australia, wpisanego na listę światowego dziedzictwa UNESCO.